# Krajobraz górski za szpitalem świętego Pawła
Krajobraz górski za szpitalem świętego Pawła (hol. Korenveld met bergen op de achtergrond, ang: Mountainous Landscape Behind Saint-Paul Hospital) – obraz olejny (nr kat.: F 611, JH 1723) namalowany przez Vincenta van Gogha na początku czerwca 1889 podczas jego pobytu w miejscowości Saint-Rémy.

## Historia
Vincent van Gogh podczas pobytu w Arles kilkakrotnie przechodził ataki choroby, po których był hospitalizowany. W obawie przed pogorszeniem się stanu zdrowia zdecydował się na dobrowolne leczenie w szpitalu psychiatrycznym Saint-Paul-de-Mausole mieszczącym się w byłym klasztorze położonym 2 km od Saint-Rémy. 8 maja 1889 udał się tam w towarzystwie wielebnego Salles’a. Jego nadzieje na wyzdrowienie okazały się jednak płonne. Ataki wizualnych i dźwiękowych halucynacji powtarzały się, a artysta próbował kurować się poprzez malowanie. Do swej dyspozycji dostał niewielką celę, w której urządził pracownię. Przez zakratowane okno celi, skierowane na wschód widział pole pszenicy, które stało się motywem wielu jego obrazów.

## Opis
Pomiędzy Arles a Saint-Rémy rozciąga się górskie pasmo Les Alpilles, jedno z najbardziej malowniczych w Prowansji. Okazały, górski krajobraz, przeplatany cyprysami i drzewami oliwnymi stanowi tło obrazu, którego plan pierwszy przedstawia ogrodzone murem pole pszenicy. Zielone tonacje pola i niższych partii gór na horyzoncie oraz kształty chmur na błękitnym niebie rozciągającym się ponad niebieskofioletowymi szczytami gór świadczą, iż obraz został namalowany późną wiosną. Krótkie, łukowate pociągnięcia pędzlem efektownie ożywiają pole uprawne wypełniające pierwszy plan. Artysta opisując obraz w liście do brata nadmienił, iż pszenica na polu została zniszczona i przygnieciona do ziemi na skutek burzy.